# 刘洲成
刘洲成（1988年2月28日—），中国广东省中山市人，中国歌手、演员、模特。 他以男子偶像组合至上励合的成员身份而闻名。

## 早年生活与教育
刘洲成自幼对表演艺术产生兴趣。 他在广州电视表演艺术学院接受了正式教育，磨练了自己的歌唱、舞蹈和表演技巧。

## 职业生涯
2007年，刘洲成参加了中国热门才艺节目“快乐男声”，为他进入娱乐行业打开了大门。 比赛结束后，他成为至上励合的成员，并于2008年10月以单曲《降临》正式出道。 在组合中，刘洲成担任主唱，为他们在中国乐坛的成功做出了重要贡献。

## 个人生活
刘洲成以“小美”这一昵称而闻名，反映了他的年轻外貌和魅力。 他有一个姐姐，与家人关系密切。 2016年9月，刘洲成与其华裔加拿大妻子Miu Viki庆祝了他们的结婚一周年纪念日。 这对夫妇育有两个女儿。

#### 人物争议
2017年5月17日上午，刘洲成妻子通过微博公开发布离婚声明，并发两人聊天记录和长文控诉刘洲成先后六次在其怀孕和月子期间家暴，曾因家暴致使妻子小产，并多次要求妻子提供钱财买房，两人曾离婚又复婚。据悉，刘洲成妻子已经向法院诉讼离婚。

## 影视作品
刘洲成将事业拓展至演艺领域，出演了《大王》（2013年）、《极速世界之战车》（2015年）和《先锋》（2016年）等电影。